# عمدة السالك
عمدة السالك وعدة الناسك للإمام الفقيه شهاب الدين أبي العباس أحمد بن لؤلؤ القاهري الشافعي المعروف بابن النقيب المصري (702-769هـ) أحد أهم كتب الفقه وأشهرها في المذهب الشافعي، حظي بمكانة رفيعة عند العلماء، فاهتموا به قراءةً وتدريساً وحفظاً، وكتبوا عليه شروحاً كثيرةً منها:
- «تسهيل المسالك شرح عمدة السالك» للإمام محمد بن عبد المنعم الجوجري (ت 889هـ).[2]
- «كشف الحالك بشرح عمدة السالك» لعبد الرحيم بن محمد بن أبي البركات السويدي (ت 1238هـ).
- «شرح عمدة السالك» لعلوي بن سقاف الجفري (ت 1273هـ).
- «فيض الإله المالك في حل ألفاظ عمدة السالك» لعمر بن محمد بركات البقاعي الشامي (ت بعد 1295هـ).
- «أنوار المسالك شرح عمدة السالك وعدة الناسك» لمحمد الزهري الغمراوي (ت بعد 1337هـ).
- «أقوم المسالك شرح عمدة السالك» لعبد الرحيم بن محمد بن عبد الرحمن السويدي (ت 1377هـ).
- «فيض الوهاب المالك بشرح عمدة السالك» لطه عبد الحميد حمادي الحضرمي.